# すばらしい日々
「すばらしい日々」（すばらしいひび）は、日本のロックバンドであるUNICORNの楽曲。
1993年4月21日にソニー・ミュージックレコーズから9枚目のシングルとしてリリースされた。作詞・作曲は奥田民生が行い、プロデュースは渡辺純一およびジョー・ブレイニーが担当している。
前作「雪が降る町」（1992年）よりおよそ4か月ぶりにリリースされたシングルであり、8枚目のアルバム『SPRINGMAN』（1993年）からの先行シングルとなった。同アルバムのレコーディング中にドラムス担当の西川幸一が脱退を表明、4人編成となった状態でリリースされているが、この曲のドラムスは脱退前の西川が担当している。
それまでのUNICORNの作品では見られなかった、仲間との別れをテーマにした悲痛な歌詞が特徴となっている。
オリコンチャートでは最高位6位となり、2009年の再結成までは最後のシングルとなっていた。映画『ヒナゴン』（2005年）の主題歌として使用されたほか、ソニー「デジタルハイビジョンハンディカムHC3」のコマーシャルソングとしても使用されたことから2006年3月24日にシングル盤が再リリースされている。
UNICORN解散後も奥田のソロライブにおいて演奏され、また再結成時に初めて人前でフルメンバーで演奏されることとなった。後に矢野顕子や甲斐よしひろ、宮沢和史などによってカバーされている。

## 背景
1992年にUNICORNは、「UNICORN TOUR 1992 "S.F.W"」と題したコンサートツアーを9月13日の三郷市文化会館公演からツアーファイナルとなった12月2日の仙台サンプラザ公演まで22都市全32公演を実施した。ツアー最終日と同日には8枚目のシングル「雪が降る町」がリリースされた。
ツアー終了後、メンバーは12月下旬より8枚目のオリジナル・アルバム『SPRINGMAN』（1993年）のレコーディングに入った。レコーディング中の1993年1月21日にはメンバーが個別にリリースしたシングルと同時にレコーディングされ、未発表となっていた5曲を収録したミニ・アルバム『UNICORN』が「EBI奥田阿部西川手島」名義でリリースされたが、この日ファンクラブ号外でドラムス担当でバンドリーダーの西川幸一の脱退が発表され、同年2月6日付で正式に脱退した。
西川は脱退の理由として、UNICORNは各メンバーに音楽的な志向の違いがあり、それが音楽的にも面白い部分ではあったが、本質的な部分にズレを感じ、「舞監なき戦い」ツアーの終了時から「これでいいのか」と自問自答し始めたことが切っ掛けであると述べている。またイベントライブ「UNICORNは九州がお好き?」においても攻撃的な要素が抑えられ、保守的な内容になっていたことが切っ掛けであるとも述べている。レコーディングの最中に脱退したことに関して西川は、レコーディングが終了すると次にはコンサートツアーの話やプロモーションの話などで脱退する切っ掛けを失ってしまうとの判断であったと述べている。

## 録音、制作
本作のレコーディング時に西川は腱鞘炎となったため、シンバル以外の音はサンプリングを元にした打ち込みによる音が使用された。本作は当初最後まで完成していなかったが、アルバム『SPRINGMAN』が全体的に地味だという結論になり完成させることとなった。奥田は「独りよがり的な作風である」と述べている。
阿部義晴は本作が良曲であると主張し、本作を知らないことは焼肉で例えるとカルビを食べないようなものだと述べている。前作「雪が降る町」（1992年）が自信作であるにも拘わらず売り上げが伸びなかったことに奥田民生は落胆しており、周囲の者からの評判は良くてもUNICORNのシングルは売れないと述べている。また、手島いさむは本来であれば7枚目のアルバム『ヒゲとボイン』（1991年）の時点でブレイクするべきであったが、メンバー自ら地味なアルバムだと言い過ぎたために売り上げが伸びなかったと述べている。
しかし奥田は売り上げ枚数を上げるためにこれ以上一般受けするような曲は作りたくないと述べており、本作がギリギリのラインであるとも述べている。手島は奥田が想定する良曲の条件として、「メロディが聞きやすくて歌いやすいというラインのギリギリのところが彼は好きでやってると思う」と述べ、3枚目のシングル「働く男」（1990年）に関しても「ちょっとできそうで実はそうでもない微妙な部分を感じる」と述べている。メンバーはそれぞれ本作の売り上げ枚数の予測として、奥田は70万枚、阿部は50万枚、堀内一史は80万枚と述べている。

## 音楽性と歌詞
音楽誌『別冊宝島724 音楽誌が書かないJポップ批評22 ユニコーン&奥田民生の摩訶不思議』においてライターの内田和世は、本作の歌詞に関して「『すばらしい日々』という大きく振りかぶったタイトルとは相反する切ない歌詞」と述べ、音楽性に関しては「半音を多用した流れるようなメロディで淡々と歌われていく」と述べている。内田は本作を「ユニコーン後期に多く見られる、いつまでも心に残り、いつまでも歌い継がれていくような、どこかスタンダードな魅力を持つ奥田民生独特の曲調が美しい」と述べ、コミカルな曲調の曲がある一方で本作のような曲が存在することがUNICORNの魅力であると総括している。音楽情報サイト『CDジャーナル』では、「悲痛な歌詞が印象的で、矢野顕子もカヴァーした名曲」であると記載されている。
歌詞の解釈に関して、解散前のラストシングルとなったことから、奥田からバンドを脱退した西川へあてたメッセージソングとされる。UNICORN関連の執筆が多かったライターの宇都宮美穂は、バンドを解散する奥田がデビュー前の素の奥田に捧げた歌という解釈を取っている。

## リリース、プロモーション
1993年4月21日にソニー・ミュージックレコーズから8センチCDでリリースされた。リリース当時にはメンバーの要望により音楽誌『ARENA37℃』1993年5月号誌上にてタイアップ募集企画が掲載された。誌面には阿部による「こんなイイ曲知らないと、人生半分損したことになるぞ!」および雑誌スタッフによる「UNICORNの曲をCM、ドラマの曲として使ってみませんか!」という文言が掲載された。
2006年にはコマーシャルソングとして使用されたこともあり、3月24日に結成20周年としてリリースされたボックス・セット『UNICORN THE BOX Wonderful Days』のリリースと同時に12センチCD盤として再リリースされることとなった。再リリース盤はエスエムイーレコーズからリリースされている。解散までに発表されたUNICORNのシングルはすべて廃盤になっているが、本作のみオリジナル盤も現行商品となっている。

## チャート成績
本作はオリコンチャートにおいて最高位6位、登場回数は9回、売り上げ枚数は19.4万枚となった。

## ミュージック・ビデオ
本作のミュージック・ビデオは板屋宏幸がディレクターを担当している。本作のビデオはほぼ全編がザラついたモノクロ映像で構成されており、演奏するメンバーの周囲を衛星のようにカメラが回りながら撮影する手法が採用されている。ラストシーンではメンバー4人がそれぞれ別の方向に去っていく映像となっているが、阿部の実質的なソロ・デビュー作となるシングル「欲望」（1994年）のミュージック・ビデオは同映像から開始する内容になっていた。
UNICORNのミュージック・ビデオを数多く手がけてきた板屋は、1993年の早春に本作の歌詞を読み「これが最期になるんだろうな」との予感がしたという。その後当時マネージャーであった原田公一から他言しない約束でUNICORNが解散することを告げられたほか、「ユニコーンのビデオはお前で始まったようなもんだから、終わる時もお前で終わらせる」と告げられたと板屋は述べている。ビデオ撮影の現地ロケハン時にはまだ残雪があり、また熊の足跡があったことから撮影スタッフから場所を変えるよう懇願されたが、板屋は「ここでやるんだ!」と意地を張ったため板屋とスタッフの間で大激論となった。
メンバーの過密スケジュールの合間を縫って確保した日は雨模様となり、重く低い雲が立ち込めたためにヘリコプターからは地上を撮影できず空撮は中止となった。そのため、ラストシーンは地上で撮影されることになった。撮影中に雨が激しくなり、メンバーは全員バスの中で待機する中、マネージャーから「板屋さん、もう諦めようよ。スケジュールなんとかするから」と提案されたと板屋は述べている。

## ライブ・パフォーマンス
本作はUNICORN解散前の最後のコンサートツアーとなった「UNICORN TOUR 1993 "4946"」のツアーファイナルである1993年8月12日の沖縄市民会館公演において最終曲として演奏された。
再結成後の2009年1月30日に放送されたテレビ朝日系音楽番組『ミュージックステーション』（1986年 - ）にて16年ぶりのテレビ出演を果たしたUNICORNは、復活第1弾シングルとなった「WAO!」（2009年）および本作の2曲を披露した。西川は本作リリース前に脱退したため、本作を公の場で初めて演奏することとなった。また、同年2月4日に放送されたテレビ朝日系深夜番組『ドスペ2』（2004年 - 2011年）の特別番組『復活記念特番・蘇えるユニコーン』において、UNICORNメンバーはEvery Little Thingの持田香織と本作にてセッションを行った。その後も2014年3月21日放送の『ミュージックステーション』において、アルバム『イーガジャケジョロ』（2014年）収録の「KEEP ON ROCK'N ROLL」とともに本作が演奏された。

## メディアでの使用
- 映画『ヒナゴン』（2005年） - 主題歌
- ソニー「デジタルハイビジョンハンディカムHC3」（2006年） - CMソング
- WOWOWミッドナイト☆ドラマ『藤子・F・不二雄のパラレル・スペース』（2008年） - 主題歌
- キリンビバレッジ「おいしい免疫ケア」（2024年） - CMソング[21][22]

## カバー
- 矢野顕子 - 1994年にシングルとしてリリース。アルバム『ELEPHANT HOTEL』（1994年）収録の音源とはアレンジが異なる。また、ライブ・ビデオ『矢野顕子S席コンサート』には、矢野によるカバーの初演となるライブ映像[注釈 2]が収録されている。シングルバージョンはベスト・アルバム『ひとつだけ/the very best of 矢野顕子』（1996年）に再録されている。
- 堂島孝平 - シングル「ルーザー」（2001年）のカップリングとして収録。
- Vice Versa - アルバム『くらしのうた』（2006年）収録。ボサノヴァアレンジとなっている。
- 甲斐よしひろ - カバー・アルバム『10 Stories』（2007年）収録[23]。
- Dog's Holiday of Yawn - アルバム『LOVERS』（2007年）収録。
- 宮沢和史 in GANGA ZUMBA - トリビュート・アルバム『ユニコーン・トリビュート』（2007年）収録[24][25][26]。
- viola - アルバム『le table』（2008年）収録。
- ココロウタ project - アルバム『message ～ bossa and acoustic covers』（2008年）収録。
- Little whisper - アルバム『SWEETS HOUSE for J-POP HIT COVERS CANDY』（2009年）収録[27]。
- ヌーヴェル・ヴァーグ - アルバム『3』（2009年）収録[28]。
- COJIROU&TENTOO - アルバム『ISLAND KISS 〜J-POP COVERS〜』（2009年）収録[29]。
- 折原臨也（神谷浩史） - MBSテレビアニメ『デュラララ!!』（2010年）のDVD Vol.11完全生産限定版付属カバーソングコレクションCDに収録。
- ARARE - アルバム『カオスワードパズル』（2011年）収録。
- ダイスケ - シングル「スケッチブック」（2013年）のカップリングとして収録。
- さくらこ&ムームー（声：春海百乃・小桜エツコ） - TVアニメ『宇宙人ムームー』第2クールエンディングテーマ。編曲は栗コーダーカルテット。

## シングル収録曲
| 全編曲: UNICORN。 |                            |                    |           |      |
| #                 | タイトル                   | 作詞               | 作曲      | 時間 |
| 1.                | 「すばらしい日々」         | 奥田民生           | 奥田民生  | 4:36 |
| 2.                | 「素浪人ファーストアウト」 | 川西幸一、奥田民生 | 川西幸一  | 5:01 |
| 合計時間:         | 合計時間:                  | 合計時間:          | 合計時間: | 9:37 |

## スタッフ・クレジット

### UNICORN
- 堀内一史
- 手島いさむ
- 阿部義晴
- 奥田民生

### EX-UNICORN
- 西川幸一

## リリース履歴
| No. | 日付          | レーベル                     | 規格      | 規格品番  | 最高順位 | 備考 |
| --- | ------------- | ---------------------------- | --------- | --------- | -------- | ---- |
| 1   | 1993年4月21日 | ソニー・ミュージックレコーズ | 8センチCD | SRDL-3640 | 6位      |      |
| 2   | 2006年3月24日 | エスエムイーレコーズ         | CD        | SECL-367  | -        |      |

## 収録アルバム
「すばらしい日々」
- 『SPRINGMAN』（1993年）
- 『THE VERY BEST OF UNICORN』（1993年）
- 『THE VERY RUST OF UNICORN』（1994年） - 1993年8月11日沖縄市民会館公演のライブ音源を収録。
- 『STAR BOX』（1999年）
- 『ULTRA SUPER GOLDEN WONDERFUL SPECIAL ABSOLUTE COMPLETE PERFECT SUPREME TERRIFIC ULTIMATE...』（2002年）
- 『I LOVE UNICORN 〜FAN BEST〜』（2009年）
- 『Quarter Century Single Best』（2012年）
- 『Quarter Century Live Best』（2012年） - 2009年4月1日横浜アリーナ公演のライブ音源を収録。

「素浪人ファーストアウト」
- 『SPRINGMAN』（1993年）
- 『Quarter Century Single Best』（2012年）